# Ochi Hayato
Hayato Ochi (sinh ngày 17 tháng 7 năm 1982) là một cầu thủ bóng đá người Nhật Bản.

## Sự nghiệp câu lạc bộ
Hayato Ochi đã từng chơi cho Cerezo Osaka và Montedio Yamagata.